# فيزج (لعبة فيديو)
فيزج (بالإنجليزية: Visage)‏ هي لعبة فيديو رعب نفسية، طُورت بواسطة كيك ستارتر وستيم، صدرت اللعبة في 30 أكتوبر 2020.

## اللعب
تتمتع لعبة فيزج بإعداد وطريقة لعب مماثلة لسلفها الروحي. تجري الأحداث أثناء اللعب في منزل كبير في الضواحي في الثمانينيات وتستخدم منظور الشخص الأول. يتحكم اللاعب في دواين أندرسون، أحد سكان المنزل الذي انتحر بعد أن قتل زوجته وأطفاله. دواين محاصر داخل المنزل وتعذبه كائنات خارقة للطبيعة. فكرة اللعبة هو إيجاد طريقة للخروج من المنزل والتعرف على سبب كل الأنشطة الخارقة.

## الإطلاق

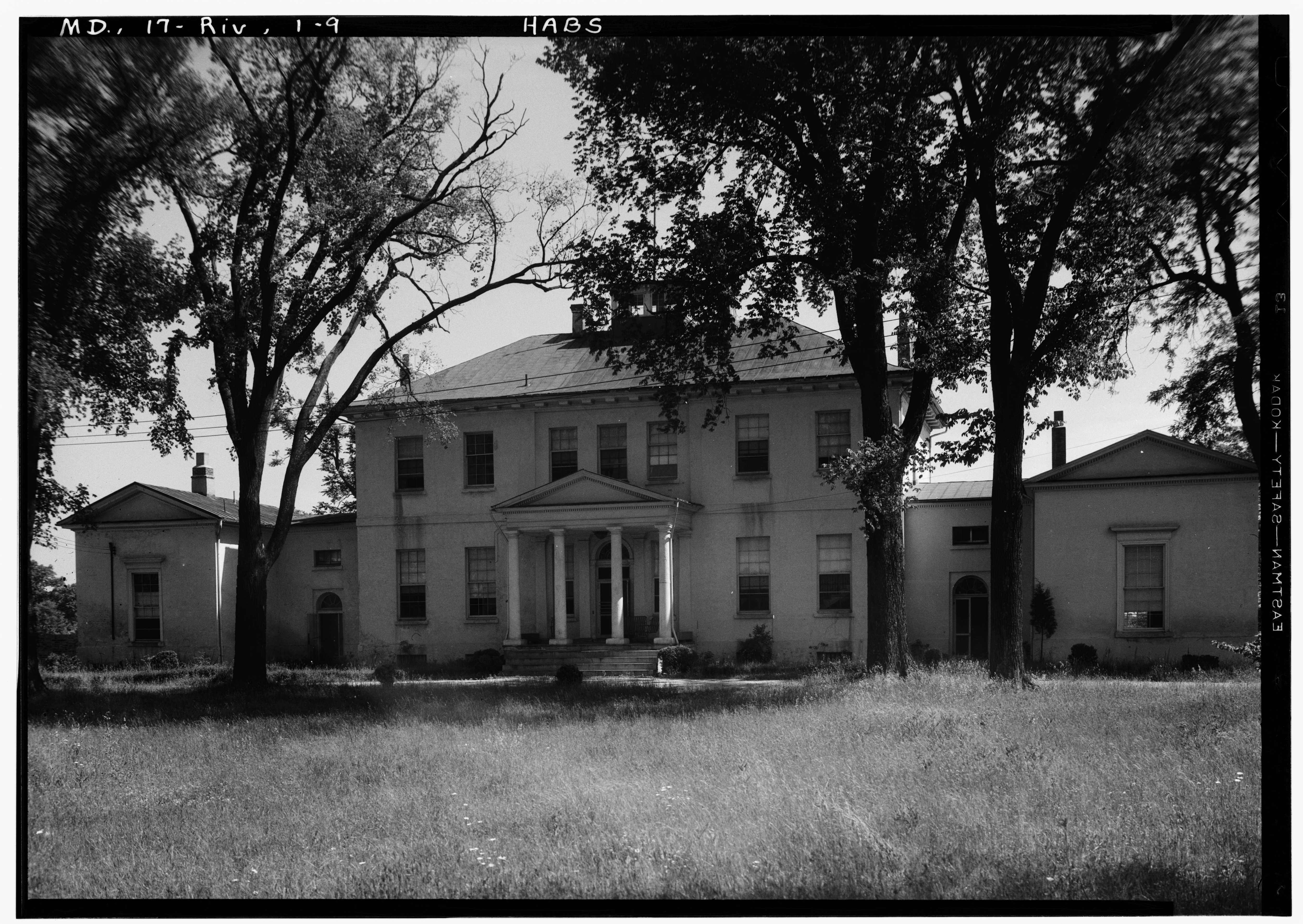
ريفرسدال، بمثابة محطة لمعالجة المياه عمل فيها دواين في اللعبة

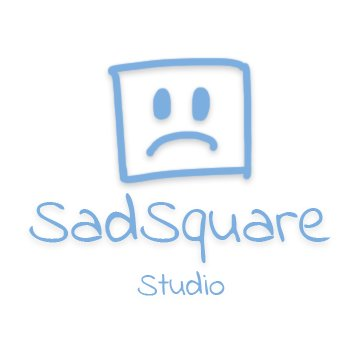
شعار الشركة المطورة اللعبة استوديو سات سكيور

بدأ تطوير لعبة فيزج في يناير 2015 وأُعلن عن اللعبة في سبتمبر 2015. في أكتوبر 2015، صرحت الشركة المطورة للعبة كيك ستارتر أن اللعبة مصممة لخلق شعور بالرعب والخوف.

## روابط خارجية
- الموقع الرسمي